# ناکون سی تاممارات
ناکون سی تاممارات (به تایلندی: นครศรีธรรมราช) یک شهر در تایلند است که در استان ناخون سی تاممارات واقع شده‌است.

## خصوصیات
ناکون سی تاممارات 22.56  کیلومترمربع مساحت و ۱۰۵٬۴۱۷ نفر جمعیت دارد و ۹ متر بالاتر از سطح دریا واقع شده‌است.